# Conus harasewychi
Espèce
Conus harasewychi est une espèce de mollusques gastéropodes marins de la famille des Conidae.
Comme toutes les espèces du genre Conus, ces escargots sont prédateurs et venimeux. Ils sont capables de « piquer » les humains et doivent donc être manipulés avec précaution, voire pas du tout.

## Description
Description originale : « Coquille trapue, solide, large à travers l'épaule ; épaule quelque peu arrondie, nettement coronée avec de grands boutons surélevés ; verticille du corps avec de nombreux cordons fins, perlés, en spirale ; les cordons en spirale deviennent plus forts sur la moitié antérieure de la coquille ; verticille du corps uniformément jaune moutarde foncé avec une fine bande blanche amorphe autour du milieu du corps ; coronations de l'épaule et verticilles de la flèche de couleur blanche ; pointe antérieure de la coquille et région siphonnée brun foncé ; intérieur de l'ouverture lavande pâle ».
La taille de la coquille atteint 26 mm.

## Distribution
Cette espèce marine est présente au large de la Floride et des Bahamas à une profondeur de 30 mètres.

## Taxinomie

### Première description
L'espèce Conus harasewychi a été décrite pour la première fois en 1987 par le malacologiste américain Edward James Petuch dans la publication intitulée « Charlottesville, Virginia: The Coastal Education and Research Foundation »,.

### Synonymes
- Conus (Dauciconus) harasewychi Petuch, 1987 · appellation alternative
- Purpuriconus harasewychi (Petuch, 1987) · non accepté